# نیکولاس پوزنر
نیکولاس پِوْزْنِر (انگلیسی: Nikolaus Pevsner; ۳۰ ژانویهٔ ۱۹۰۲ – ۱۸ اوت ۱۹۸۳) مورخ معماری هنر، نویسنده و معمار آلمانی-بریتانیایی بود. او بیشتر برای مجموعه ۴۶ جلدی‌اش با عنوان بناهای انگلستان شناخته می‌شود. این کتاب به بررسی آثار معماری همهٔ شهرستان‌های کشور انگلستان می‌پردازد.
وی همچنین برندهٔ جوایزی همچون عضو آکادمی بریتانیا، مدال آلبرت، و شوالیه (عنوان) شده‌بود.

## زندگی
پوزنر در شهر لایپزیگ در پادشاهی ساکسونی زاده شد. پدرش تاجری یهودی از اهالی روسیه بود. پس از تمام کردن دوران دبیرستان، تحصیلاتش را در دانشگاه لودویگ ماکسیمیلیان مونیخ، دانشگاه هومبولت برلین و دانشگاه گوته فرانکفورت ادامه داد و در نهایت در سال ۱۹۲۴ دکترایش را از دانشگاه لایپزیگ گرفت. تز دکترایش دربارهٔ معماری باروک شهر لایپزیگ بود.
در همان سالها از یهودیت به لوتریانیسم تغییر مذهب داد و با زنی به نام کارولا که دختر وکیل مشهور آلفرد کارلبام بود ازدواج کرد. پوزنر از ۱۹۲۴ تا ۱۹۲۸ به‌عنوان دستیار گالری‌دار در گالری آثار استادان قدیمی درسدن مشغول به کار بود.